# Android Donut
Android 1.6 Donut é uma versão do sistema operacional Android desenvolvida pela Google. O Android 1.6 Donut foi a segunda versão do Android a ser lançada comercialmente. Esta versão teve baixa adoção dos usuários pois o Android ainda estava em desenvolvimento.

## Mudanças

### v1.6 (API 4)
| Versão | Data de lançamento     | Características |
| ------ | ---------------------- | --- |
| 1.6    | 15 de setembro de 2009 | - Pesquisa de entrada de voz e texto aprimorada para incluir histórico de favoritos, contatos e a web; - Capacidade dos desenvolvedores de incluir seu conteúdo nos resultados da pesquisa; - Motor de Síntese de fala multilíngue para permitir que qualquer aplicativo Android "fale" uma sequência de texto; - Pesquisa mais fácil e a capacidade de visualizar capturas de tela do aplicativo no Android Market; - Galeria, câmera e filmadora totalmente integradas, com acesso mais rápido à câmera; - Capacidade de os usuários selecionarem várias fotos para exclusão; - Suporte de tecnologia atualizado para CDMA/EVDO, IEEE 802.1, VPNs e um mecanismo de texto para fala; - Suporte para resoluções de tela WVGA (768×480); - Melhorias de velocidade em aplicativos de busca e câmera; - Estrutura expandida do Gesture e uma nova ferramenta de desenvolvimento GestureBuilder. |